# Reis de Jordània
Els haiximites de Jordània són la dinastia que governa Jordània des de la independència del país, assolida el 1946. Els fills del xerif Husayn ibn Ali, esdevingueren reis d'Iraq i de Jordània. En aquest país, el primer monarca de la dinastia Haixemita fou Abdullah I, ja que era el rei de Transjordània des de 1921. Per als seus antecedents vegeu els haiximites del Hijaz.
Abd Allah ibn Husayn va entrar a Transjordània a finals de 1920 amb la intenció declarada de reinstal·lar al seu germà Faisal al tron sirià. Per evitar conflictes els britànics li van oferir el tron de Transjordània com emir, sota mandat britànic. Abd Allah el va acceptar i fou fidel als britànics. La Legió Àrab va romandre la país sota comandament britànic. El 22 de març de 1946 Transjordània va accedir a la independència i el rei va canviar de nom el regne a Jordània, però de moment no fou utilitzat a l'exterior; aquest canvi estava emmarcat en els seus intents de crear un regne de la Gran Síria (amb Síria, Transjordània, Líban i Palestina) van trobar l'oposició d'Egipte i Aràbia Saudita (i de la mateixa Síria i del Líban) i van deixar en posició delicada a l'Iraq i la Gran Bretanya. El 1948 li fou concedida la part àrab del mandat de Palestina i després de la guerra que va seguir (guerra araboisraeliana de 1948) la part que va conservar la va annexionar al regne el 1950 i llavors el nom de Jordània va esdevenir apropiat i reconegut internacionalment. El rei es va seguir mostrant probritànic i lògicament els britànics li donaven suport contra la propaganda nacionalista àrab i esquerrana; finalment el rei fou assassinat el 20 de juliol de 1951.
El va succeir el seu fill Talal ibn Abd Allah, que per problemes de salut no va poder governar quasi mai durant els dos anys del seu regnat que va durar fins a l'11 d'agost de 1952; el seu germà petit Naif va exercir la regència fins al 5 de setembre de 1951, i llavors Talal va agafar les regnes però davant el seu estat de salut el parlament el va deposar en favor del seu fill gran Husayn (conegut com a Hussein de Jordània), encara menor d'edat però que va arribar a la majoria el 2 de maig de 1953. Husayn va fer alguns gestos nacionalistes com el llicenciament del comandant de la Legió Àrab John B. Glubb (1956), i la denúncia del tractat anglojordà (1957) que li van permetre consolidar el seu poder, per després acceptar l'ajut financer americà i optar clarament per una política molt prooccidental. El 1958, en resposta a la formació de la República Àrab Unida entre Egipte i Síria, Jordània va formar la Federació Àrab amb Iraq, però es va acabar amb la deposició del rei de l'Iraq el mateix any. El 1967 Husayn va lluitar contra els israelians al costat dels altres estats àrabs de primera línia (Egipte i Síria); la derrota fou total i la Cisjordània ocupada pels israelians. Va iniciar llavors una política pragmàtica, quasi projueva. El refugiats palestins foren massacrats a l'anomenat Setembre Negre i expulsats del país. Finalment va renunciar a la Cisjordània, però conservant pel seu regne el nom de Jordània. Va morir el 7 de febrer de 1999 i el va succeir el seu fill Abd Allah II ibn Husayn.

## Reis
| No. | Nom                                                 | Imatge                  | Inici de regnat      | Fi de regnat         | Consort(s) |
| --- | --------------------------------------------------- | ----------------------- | -------------------- | -------------------- | --- |
| 1.  | Abd-Al·lah I de Jordània (Abd Allah ibn Husayn)     | Abdallah I de Jordània  | 25 de maig de 1946   | 20 de juliol de 1951 | Musbah bint Nasser Suzidil Khanum Nahda bint Uman                                                                   |
| 2.  | Talal de Jordània (Talal ibn Abd Allah)             | Talal                   | 20 de juliol de 1951 | 11 d'agost de 1952   | Zein al-Sharaf Talal                                                                                                |
| 3.  | Hussein de Jordània (Husayn ibn Talal)              | Hussein de Jordània     | 11 d'agost de 1952   | 7 de febrer de 1999  | Dina de Jordània (1955-1957) Muna de Jordània (1961-1972) Alia de Jordània (1972-1977) Noor de Jordània (1978-1999) |
| 4.  | Abd-Al·lah II de Jordània (Abd Allah II ibn Husayn) | Abdallah II de Jordània | 9 de juny de 1999    |                      | Rània de Jordània                                                                                                   |